# Hans Gaede
Hans Emil Alexander Gaede (Kolberg, 19. veljače 1852. -  Freiburg im Breisgau, 16. rujna 1916.) je bio njemački general i vojni zapovjednik. Tijekom Prvog svjetskog rata zapovijedao je Armijskim odjelom B na Zapadnom bojištu.

## Vojna karijera
Hans Gaede rođen je 19. veljače 1852. u Kolbergu (danas Kolobrzeg u Poljskoj). Sin je Alexandera Gaede i Emilie Franke. Gaede je u prusku vojsku stupio 1870. godine, te je sudjelovao u Prusko-francuskom ratu u kojem je i ranjen. Nakon rata pohađa Prusku vojnu akademiju, te nakon završetka iste služi u raznim vojnim jedinicama kao u i pruskom ministarstvu rata. Čin pukovnika dostigao 1897. godine kada postaje zapovjednikom i tvrđave Thorn. General bojnikom je postao 1900. godine, dok je 1904. godine promaknut u čin general poručnika kada dobiva zapovjedništvo nad 33. pješačkom divizijom smještenom u Metzu koji se tada nalazio u okviru Njemačkog Carstva. Godine 1907. Gaede je stavljen na raspolaganje.  

## Prvi svjetski rat
Na početku Prvog svjetskog rata Gaede je reaktiviran, te postaje zamjenikom zapovjednika XIV. korpusa koji je bio u sastavu 7. armije koja se nalazila pod zapovjedništvom Josiasa von Heeringena. U rujnu 1914. postaje zapovjednikom Armijskog odjela Gaede koji je kasnije preimenovan u Armijski odjel B koji je držao front u Gornjem Alzasu. Za zapovijedanje u borbama u Alzasu Gaede je 25. rujna 1915. godine odlikovan ordenom Pour le Mérite. U prosincu 1915. Gaedeu je na Sveučilištu u Freiburgu dodijeljen počasni doktorat.

## Smrt
U rujnu 1916. godine Gaede se teško razbolio zbog čega je 3. rujna 1916. morao napustiti zapovjedništvo armijskog odjela. Umro je 16. rujna 1916. godine u 64. godini života u bolnici Freiburgu im Breisgau od posljedica operacije.  

## Vanjske poveznice
(eng.) Hans Gaede na stranici Prussianmachine.com

(njem.) Hans Gaede na stranici Deutschland14-18.de  Arhivirana inačica izvorne stranice od 2. travnja 2016. (Wayback Machine)
| Prethodnik: | Zapovjednik Armijskog odjela B Hans Gaede | Nasljednik:       |
| nitko       | Zapovjednik Armijskog odjela B Hans Gaede | Erich von Gündell |